# Mistrzostwa Świata Juniorów w Łyżwiarstwie Szybkim 2023
51. Mistrzostwa świata juniorów w łyżwiarstwie szybkim – zawody sportowe, które odbyły się w dniach 10–12 lutego 2023 r. w niemieckim Inzell na torze w Max Aicher Arena. Były to czwarte w historii mistrzostwa świata, które zostały rozegrane w Niemczech oraz drugie w Inzell (poprzednio w 1977).

## Tabela medalowa
Gospodarz (Niemcy)
| Lp.     | Reprezentacja     | Złoto | Srebro | Brąz | Razem |
| 1.      | Holandia          | 7     | 7      | 4    | 18    |
| 2.      | Stany Zjednoczone | 5     | 2      | 4    | 11    |
| 3.      | Japonia           | 1     | 2      | 2    | 5     |
| 4.      | Norwegia          | 1     | 1      | 0    | 2     |
| 5.      | Włochy            | 1     | 0      | 1    | 2     |
| 6.      | Czechy            | 1     | 0      | 0    | 1     |
| 7.      | Kazachstan        | 0     | 2      | 1    | 3     |
| 8.      | Korea Południowa  | 0     | 1      | 3    | 4     |
| 9.      | Kanada            | 0     | 1      | 0    | 1     |
| 10.     | Niemcy            | 0     | 0      | 1    | 1     |
| Łącznie | Łącznie           | 16    | 16     | 16   | 48    |

## Medale
| Konkurencja      | Złoto                                                           | Srebro                                                              | Brąz                                                       |
| Mężczyźni        |                                                                 |                                                                     |                                                            |
| 500 metrów       | Jordan Stolz                                                    | Issa Gunji                                                          | Tim Prins                                                  |
| 1000 metrów      | Jordan Stolz                                                    | Tim Prins                                                           | Issa Gunji                                                 |
| 1500 metrów      | Jordan Stolz                                                    | Kotaro Kasahara                                                     | Yang Ho-jun                                                |
| 5000 metrów      | Sigurd Henriksen                                                | Remco Stam                                                          | Jordan Stolz                                               |
| Bieg masowy      | Lukáš Steklý                                                    | Daniel Hall                                                         | Jordan Stolz                                               |
| Wielobój         | Jordan Stolz                                                    | Yang Ho-jun                                                         | Tim Prins                                                  |
| Sprint drużynowy | Stany Zjednoczone Jonathan Tobon · Auggie Herman · Jordan Stolz | Holandia Sijmen Egberts · Jenning de Boo · Tim Prins                | Korea Południowa Jun Kyu-dam · Koo Kyung-min · Yang Ho-jun |
| Bieg drużynowy   | Holandia Sijmen Egberts · Tim Prins · Remco Stam                | Norwegia Emil Pedersen Matre · Sigurd Henriksen · Didrik Eng Strand | Japonia So Kikuhara · Shomu Sasaki · Kotaro Kasahara       |
| Kobiety          |                                                                 |                                                                     |                                                            |
| 500 metrów       | Serena Pergher                                                  | Angel Daleman                                                       | Alina Dauranowa                                            |
| 1000 metrów      | Angel Daleman                                                   | Alina Dauranowa                                                     | Greta Myers                                                |
| 1500 metrów      | Angel Daleman                                                   | Jade Groenewoud                                                     | Greta Myers                                                |
| 3000 metrów      | Momoka Horikawa                                                 | Jade Groenewoud                                                     | Angel Daleman                                              |
| Bieg masowy      | Angel Daleman                                                   | Chloé Hoogendoorn                                                   | Jeong Yu-na                                                |
| Wielobój         | Angel Daleman                                                   | Greta Myers                                                         | Jade Groenewoud                                            |
| Sprint drużynowy | Holandia Pien Hersman · Pien Smit · Angel Daleman               | Kazachstan Alona Lifatowa · Arina Iljaszczenko · Alina Dauranowa    | Włochy Giorgia Fusetto · Serena Pergher · Giorgia Aiello   |
| Bieg drużynowy   | Holandia Chloé Hoogendoorn · Jade Groenewoud · Angel Daleman    | Stany Zjednoczone Greta Myers · Thalia Staehle · Marley Soldan      | Niemcy Maira Jasch · Josephine Schlörb · Melissa Schaefer  |